# Lamachus (generaal)
Lamachus (Grieks: Λάμαχος) was een Atheense generaal in de Peloponnesische Oorlog. Hij was legeraanvoerder vanaf 435 v.Chr., met zijn periode van hoogste aanzien in het midden van de jaren 420. Aristophanes maakte een karikatuur op hem in De Acharniërs. Hij was een van de drie generaals, naast Nicias en Alcibiades, die aan het hoofd stonden van de Siciliaanse Expeditie; hij was voorstander van een agressieve strategie tegen Syracuse, die echter verworpen werd ten faveure van de voorzichtigere strategie van Nicias. Donald Kagan heeft beweerd dat Lamachus' strategie wellicht meer kans had geboden op een snelle overwinning van Athene, in plaats van de ramp die volgde. Lamachus stierf in de gevechten op Sicilië, nadat hij en een handvol van zijn mannen ingesloten raakten aan de verkeerde kant van een greppel en overweldigd werden.

## Voetnoten
1. ↑  Henry Dickinson Westlake en Simon Hornblower, "Lamachus," uit The Oxford Classical Dictionary, Simon Hornblower en Antony Spawforth ed.
2. ↑  Aristophanes, De Acharnianen
3. ↑  Kagan, The Peloponnesian War